# Habitatge al carrer Ferrés i Costa, 64 (Sant Vicenç dels Horts)
L'Habitatge al carrer Ferrés i Costa, 64 és una obra del municipi de Sant Vicenç dels Horts (Baix Llobregat) inclosa en l'Inventari del Patrimoni Arquitectònic de Catalunya.

## Descripció
Es tracta d'un edifici de planta baixa i pis amb terrat de tipus català. Les obertures, de llinda, ordenen compositivament la façana. A la planta baixa les llindes són força guarnides, tot simulant frontons amb garlandes de fulles, flors i filigrana en baix relleu. El trencaaigües duu sanefa de botons.
Al pis hi ha un altre tipus d'ornamentació, d'igual temàtica però menys recarregada. Dentells, cornisa i frontó ondulant coronen l'edifici. La façana és estucada tot simulant aparell romà.